# Покрет за мушка права
Покрет за права мушкараца (енгл. Men's Rights Movement) део је ширег мушког покрета. Развио се од покрета ослобођења мушкараца почетком седамдесетих година. Покрет за људска права мушкараца састоји се од различитих група и појединаца који се фокусирају на бројна социјална питања (укључујући породично право, родитељство, репродукцију, насиље у породици) и владине службе (укључујући образовање, обавезну војну службу, мреже социјалне заштите и здравствене политике), за које заговорници мушких људских права кажу да дискриминишу мушкарце.
Неки научници сматрају да покрет за права мушкараца или делови покрета представљају реакцију на феминизам. Активисти за људска права мушкараца оспоравају тврдње феминисткиња да мушкарци имају већу моћ, привилегију или предност од жена, а многи тврде да је савремени феминизам отишао предалеко односно да додатну пажњу треба посветити мушким правима.

## Историјат
Савремени покрет за права мушкараца настао је из покрета за ослобођење мушкараца, који је настао почетком 1970-их, када су неки академици почели да анализирају феминистичке идеје и политику. Покрет за ослобођење мушкараца је признао мушку власт у институцијама, анализирајући цену традиционалне мушкости. У касним 1970-им, покрет за ослобођење мушкараца поделио се у две гране са супротстављеним погледима: профеминистички и антифеминистички. Активисти покрета за права мушкараца су одбацили феминистичке принципе и концентрисали се на теме/области у којима су веровали да су мушкарци у неповољном положају, потлачени или дискриминисани. У 1980-им и ’90-им, активисти за мушка права супротстављали су се друштвеним променама које су тражиле феминисткиње и бранили традиционалне односе међу половима у породици, школи и на радном месту. Неки активисти за мушка права виде мушкарце као потлачену групу и верују да су друштво и мушкарци „феминизирани” од стране женског покрета. Сара Медисон, аустралијска ауторка, тврди да Ворен Фарел и Херб Голдберг „говоре да је, за већину мушкараца, моћ илузија, и да су жене стварни носиоци моћи у друштву кроз своје улоге као примарни одгајивачи деце”.
Једна од првих већих организација за права мушкараца је била Коалиција елемената америчке реформе развода (енгл. Coalition of American Divorce Reform Elements), коју је основао Ричард Дојл 1971. године, а од које је настала Асоцијација за мушка права (енгл. Men's Rights Association) 1973. године. Слободни мушкарци (енгл. Free Men Inc.) организација је формирана 1977. у Колумбији (Мериленд), а од ње је настало неколико група у наредним годинама, које су се на крају ујединиле и формирале Националну коалицију слободних мушкараца — данас позната као Национална коалиција за мушкарце (енгл. National Coalition for Men). Мушка права (енгл. Men's Rights, Inc.) организација је која се такође формирала 1977. године. У Великој Британији покрет за права мушкараца назван Мушки покрет УК (енгл. UK Men's Movement) почео је да се организује почетком 1990-их. Фондација Спасимо индијску породицу (енгл. Save Indian Family Foundation), скраћено SIFF, формирана је 2005. године, а у 2010. тврдили су да имају преко 30.000 чланова.
Покрет за права мушкараца формирао се у неким европским земљама у периоду који је нагињао конзервативизму и политикама које су подржавале традиционалну породицу и односе међу половима. У САД, активизам за права мушкараца има идеолошке везе са неоконзервативцима. Активисти покрета за права мушкараца добили су подршку у лобирању од конзервативних организација и њихови ставови су били присутни у неоконзервативним медијима.
Покрет за права мушкараца је постао гласнији и више организован са развојем интернета. Настала је маносфера и веб-сајтови покрета за права мушкараца проширили су се по интернету. Активисти се углавном организују онлајн. Најпопуларнији веб-сајт је A Voice for Men (Глас за мушкарце). Остали сајтови су Fathers Rights Foundation (Фондација права очева), Men Going Their Own Way (Мушкарци који иду својим путем), MGTOW и сабредити MensRights. Активисти покрета често користе метафору „црвене пилуле / плаве пилуле” из филма Матрикс да би се међусобно идентификовали онлајн — као симбол за тренутак када су постали свесни да су мушкарци потлачени. Критичари кажу да је „r/TheRedpill” сабредит посвећен мушким правима.

## Теме
Покрет за мушка права бави се широком палетом тема, од којих су неке изнедриле своје одвојене групе и покрете, као што су групе за права очева, које зе баве разводом и питањима старатељства. Неке (ако не и многе) произлазе из двоструких стандарда, родних улога и (према социологу Алану Џонсону) патријархата.

### Развод
Групе за заштиту мушких права у Сједињеним Државама почеле су да се организују у супротности са реформама развода и питањима старатељства шездесетих година прошлог века. Мушкарци укључени у рану организацију тврдили су да су их породични закон и закон о разводу дискриминисали и фаворизовали њихове жене. Лидер мушкараца за људска права Рич Дојл упоредио је судове за разводе са кланицама, с обзиром на то да су њихове пресуде без саосећања и неразумне. Активисти за мушка права тврде да мушкарци свесно или несвесно избегавају брак и учествују у „штрајку против брака” због недостатка користи у браку и емоционалних и финансијских последица развода, укључујући алиментацију, старатељство и издржавање детета. Активисти за мушка права тврде да закони о разводу и старатељству крше индивидуална права мушкараца на једнаку заштиту.

### Старатељство
Породично право је подручије дубоке забринутости међу групама за заштиту мушкараца. Активисти за мушка права тврде да правни систем и породични суд дискриминишу мушкарце, посебно у погледу старатељства након развода. Они верују да мушкарци немају иста права на контакте или правично заједничко родитељство као њихове бивше супружнице и користе статистичке податке о додељивању старатељсва као доказ судске пристрасности против мушкараца. Адвокати за заштиту мушких права покушавају променити правну климу за мушкарце кроз промене у породичном праву, на пример лобирањем за законе којима би заједничко старатељство било аутоматско решење, осим у случају када је један родитељ неспособан или неприпремљен за родитељство. Они су усвојили феминистичку реторику „права” и „једнакости” у свом дискурсу, уоквирујући питање старатељства као питања основних грађанских права. Неки активисти за мушка права сугеришу да недостатак контакта са децом чини очеве мање вољним да плате издржавање деце. Неки други наводе отуђење од родитеља као разлог за пружање старатељства очевима.

### Насиље у породици
Адвокати за заштиту мушких права описују насиље у породици које су жене починиле против мушкараца као проблем који се занемарује и не пријављује, делом зато што мушкарци нерадо описују себе као жртве. Они тврде да су жене агресивне или агресивније од мушкараца у односима и да је насиље у породици полно симетрично. Наводе истраживање породичног сукоба Мари Страус and Ричарда Гелса као доказ ове симетрије. Заговорници мушких права тврде да правосудни системи лако прихватају лажне наводе жена о насиљу у породици од стране својих мушких партнера. Заговорници мушких права били су критичари правне, политичке и практичне заштите за злостављане жене, заговарајући склоништа за породично насиље за злостављане мушкарце и за правни систем који се образује о женском насиљу над мушкарцима. Неки критичари одбацују истраживање које су навели активисти за мушка права и оспоравају њихове тврдње да је такво насиље родно симетрично, тврдећи да фокус на женско насиље потиче од политичке агенде како би се смањило питање мушког насиља над женама и извојевале услуге за злостављане жене.

### Силовање

#### Лажне оптужбе против мушкараца
Активисти за мушка права се баве лажним оптужбама за силовање и сексуални напад, желећи да заштите мушкарце од последица лажних оптужби. Наводећи истраживање од Јуџин Канин и Ваздухопловства САД, они тврде да 40—50% или више оптужби за силовање може бити лажно. Наводе да су лажне оптужбе облик психолошког силовања, и да именовање оптуженог истовремено са анонимношћу тужиоца подстиче овакве злоупотребе. Роберт О’Хара (A Voice for Men) у интервјуу у јуну 2014. је изјавио да је ово „једно од оних питања за које је тако лако прикупити толико хистерије јер имамо ту природну склоност да желимо заштити жене, посебно од силовања, да је ова тема користила феминисткињама да прикупе политичку моћ, пуно тога, и новца. Цела ствар се користила као превара.”. Друге међународне студије из Аустралије, Британије и Федералног истражног бироа (FBI) утврдиле су проценат верификованих лажних или неоснованих оптужби за силовање од око 2—8 %. За демонстрирање питања лажних оптужби за силовање, Национална коалиција за мушкарце наводи извештаје као што је сажетак ФБИ-ја из 1996. године који утврђује стопу од 8% лажних оптужби за силовање.

#### Криминализација брачног силовања
Законодавству и судским одлукама које се тичу брачног силовања се противе неке групе активиста за мушка права у Великој Британији, САД и Индији. Разлози за противљење укључују лажне оптужбе при разводу, и уверење да је секс у браку део институције брака. У Индији је било бриге око односа и будућности бракова јер би такви закони дали женама „знатно непропорционално већа права”. Вираг Дулија из организације за мушка права „Спасимо оснивање породице у Индији” (енгл. Save Indian Family Foundation) опирао се скорашњим покушајима криминализације брачног силовања у Индији, тврдећи да „ниједан однос не би функционисао ако би се ови закони примењивали”.

### Усвајање
Активисти за мушка права желе да прошире права невенчаних очева у случају усвојења њихове деце. Ворен Фарел наводи да, уколико не обавести оца о њеној трудноћи, мајка лишава усвојено дете односа са биолошким оцем. Он предлаже да жене буду легално обавеже да се свесно труде да обавесте оца о својој трудноћи у року од четири до пет дана. Као одговор на то, филозоф Џејмс П. Стерба се слаже да из моралних разлога жена треба да обавести оца о трудноћи и усвојењу, али то не би требало да буде наметнуто као законски захтев јер би то могло довести до непотребног притиска, на пример, на абортус.

### Репродуктивна права
Амерички национални центар за мушкарце је 2006. године подигао тужбу под називом Дубај против Велса. Случај се односио на то да ли би мушкарци требало да имају могућност да одбаце сва права и одговорности очинства у случају непланиране трудноће. Присталице су рекле да ће тиме омогућити женама да донесу информисану одлуку и дају људима иста репродуктивна права као што их имају жене. Случај и жалба су одбачени, док је Апелациони суд САД (Шести округ) изјавио је да ниједан родитељ нема право да се одрекне своје финансијске одговорности за дете, те да „Дубајова тврдња да би мушкарчево право на одрицање од очинства било аналогно праву жена на абортус почива на лажној аналогији”.

### Затворске казне
Соња Б. Стар спровела је студију која је утврдила да мушкарци у просеку одслуже 63% дуже затворске казне него жене за исто кривично дело и криминалну историју. Међутим, студија не намерава објаснити зашто је то случај. Она пориче да су мушкарци углавном у неповољном положају у кривичној правди. Фарел идентификује 12 криминалних одбрана које су доступне само женама. Заступници за заштиту мушких права тврде да су мушкарци превише заступљени и као починиоци и жртве убистава, што је доказ да мушкарце оштећују застарели културни ставови. Национална коалиција за мушкарце наводи да убиство жене проузрокује дужу казну него убиство мушкарца, чак и више од повећања примећеног код убиства белца уместо црнца.
Активисти за мушка права указују на различите затворске казне за мушкарце и жене као доказ дискриминације. У САД, Фарел наводи доказе да мушкарци добијају строже затворске казне и вероватније је да ће бити осуђени на смрт у овој земљи. Он критикује погрешно уверење друштва о женама као невиним и веродостојнијим, као и оштећене жене и чедоморство. Критикује услове у мушким затворима и недостатак пажње од стране власти за силовања мушкараца од стране мушкараца.

### Образовање
Активисти за мушка права описују да је образовање дечака у кризи, а дечаци имају умањена образовна постигнућа и мотивацију у односу на девојчице. Адвокати криве утицај феминизма на образовање због дискриминације и систематског угњетавања дечака у образовном систему. Они критикују оно што они описују као „феминизацију” образовања, наводећи да је доминација наставница, фокус на потребе девојчица, као и наставни план и програм и методи оцењивања који фаворизују девојке показале репресивне и рестриктивне за мушкарце и дечаке. Метаанализа је пронашла веће женско постигнуће и „... сугерише да дечаци дуго заостају”, што је у супротности са тврдњама да је „криза дечака” у школи однедавно. Међутим, чланак не елиминише феминистичку пристрасност и конкретно каже да „родне разлике у понашању разреда могу утицати на субјективне перцепције наставника о ученицима, што би могло утицати на њихове оцене”. Друга студија такође је утврдила да родне разлике у академским постигнућима нису поуздано повезане са родним политикама и да је академско достигнуће више код дечака у 70% студираних земаља широм света.

### Женске привилегије
Покрет за мушка права оспорава идеју да су мушкарци привилеговани у односу на жене. Покрет је подељен у две групе: оне који сматрају да су мушкарци и жене једнако оштећени сексизмом, као и оне који сматрају да друштво подржава деградацију мушкараца и женске привилегије.

### Здравље
Активисти за мушка права разматрају здравствена питања са којима се суочавају мушкарци и њихова краћа дужина живота у поређењу са женама као доказом дискриминације и угњетавања. Они тврде да је феминизам довео до тога да су здравствена питања жена привилегована на рачун мушкараца. Истичу неједнакост у финансирању питања здравља мушкараца у поређењу са женама, напомињући да, на пример, истраживање карцинома простате добија мање средстава него истраживање рака дојке.
Тренутно је на списку најстаријих потврђених људи 95 жена и само 6 мушкараца.

### Социјална заштита и пензија
Групе за мушка права тврде да су женама дата супериорна права у социјалној заштити и порезу у односу на мушкарце. Ворен Фарел каже да мушкарци у САД уплаћују више у фондове социјалне заштите, али жене добијају више из њих, и да је дискриминација према мушкарцима у пензији и са социјалном заштитом остала непрепозната.

### Превара очинства
Групе за заштиту мушких права и очинска права изјавиле су да постоји висок степен погрешне додељености очинства или „преваре очинства”, где мушкарци родитељски и/или финансијски подржавају децу која нису биолошки њихова.

### Бескућништво
Заговорници мушких права тврде да је бескућништво родно питање. У Британији су већина бескућника мушкарци. У Сједињеним Државама је 85% бескућника мушкараца.

### Самоубиство
Активисти за мушка права указују на веће стопе самоубистава код мушкараца у односу на жене,. У САД на пример, однос мушког и женског самоубиства варира између 3 : 1 и 10 : 1. Међутим, студије су откриле превелику заступљеност жена у покушајима самоубиствима и мушкараца у извршеном самоубиству..